# マルケス・ブラウンリー
マルケス・ブラウンリー（Marques Brownlee、1993年12月3日 - ）は、アメリカ合衆国のYouTuber。別名「MKBHD」。また、プロのアルティメットフリスビープレイヤーでもある。テクノロジーに焦点を当てたビデオやポッドキャスト「Waveform」で知られており、2023年4月時点で、すべてのチャンネルで約1940万人の登録者と合計361億回のビデオ再生数を持っている。Googleの元シニアバイスプレジデントであるVic Gundotraは、「現在地球上で最高のテクノロジーレビュアー」と呼んだ。YouTubeチャンネルの旧名は、MKB(Brownleeのイニシャル) とHD(高精細度ビデオ)を繋げた物(文字列結合)である。また、ニューヨークポニーに所属しており、アルティメットフリスビーのオープンカテゴリーで2022年のWFDF世界チャンピオンである。

## 概要
ガジェットの情報源としてトップクラスの人気を持つ。主にスマートフォンやスマートウォッチなどをレビュー、紹介している。過去にはビル・ゲイツやイーロン・マスクとも対談している。動画投稿を始めたのは10代の頃ノートパソコンを決める際、YouTubeが役に立ったからだという。
2008年3月21日(アメリカ時間)にYouTubeを始めた。彼は高校生の頃から、新製品や自分が所有している製品のレビューについての技術ビデオをアップロードし始めた。最初の数百本のビデオは主にハードウェアのチュートリアルやフリーウェアでした。彼は最初のビデオをスクリーンキャストを通じて制作した。
私生活
1993年12月3日に生まれ、ニュージャージー州メープルウッドで育った。コロンビア高校に通い、2011年に卒業し、スティーブンス工科大学ハウスクールでビジネスと情報技術を専攻。2015年5月に大学を卒業し、フルタイムのYouTuberとなる。彼のビデオは2016年に彼が引っ越すまで自身のアパートで制作されており、現在はニュージャージー州カーニーにあるスタジオでREDビデオ機器を使用して制作している。彼はテスラ・モデルS P100Dを所有しており、チャンネルで時々紹介していたが、2020年にパフォーマンス（レイブン）モデルSに買い換え、2021年にはモデルSプラッドに再度乗り換えた。